# 寶鄉邨

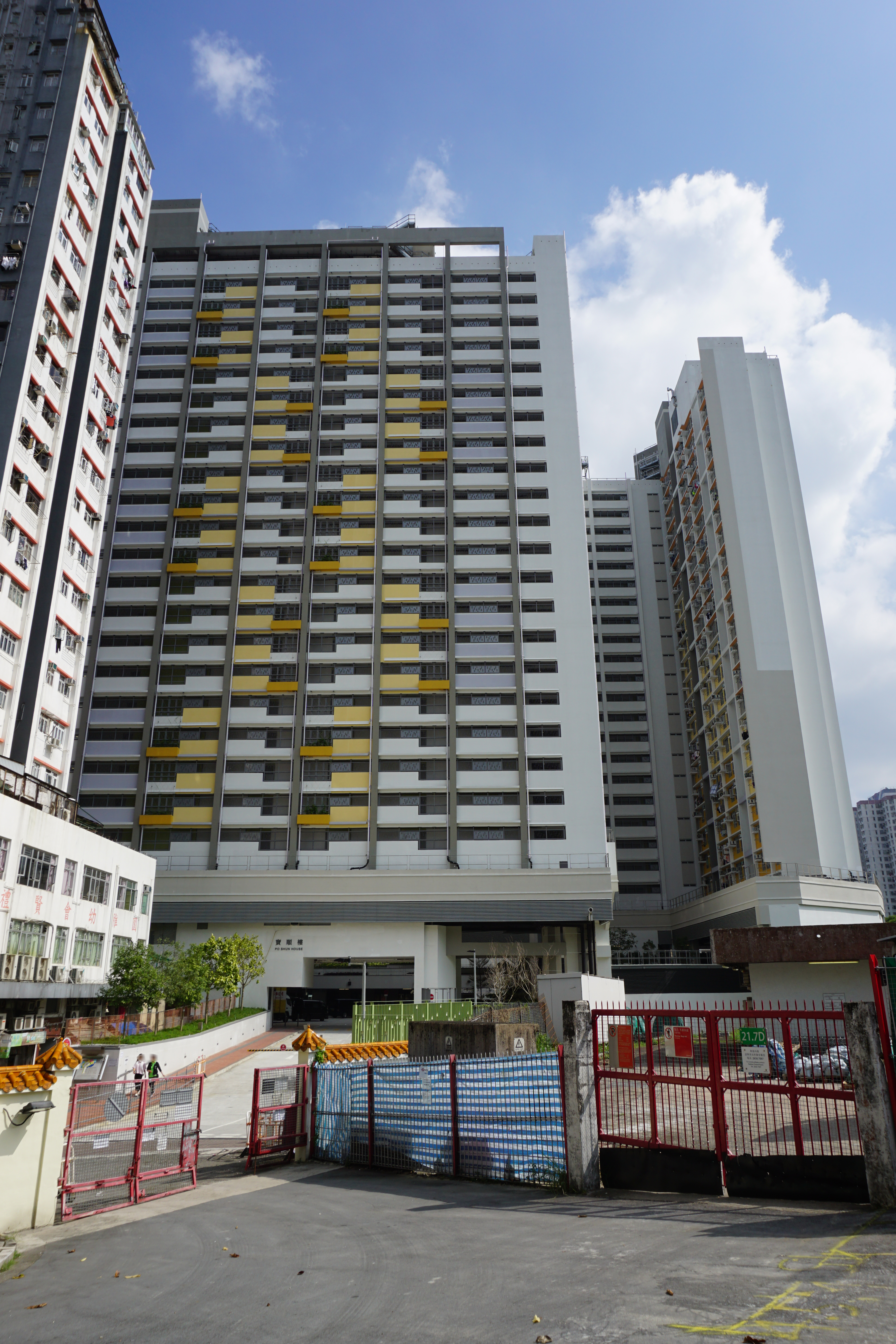
寶鄉邨背面

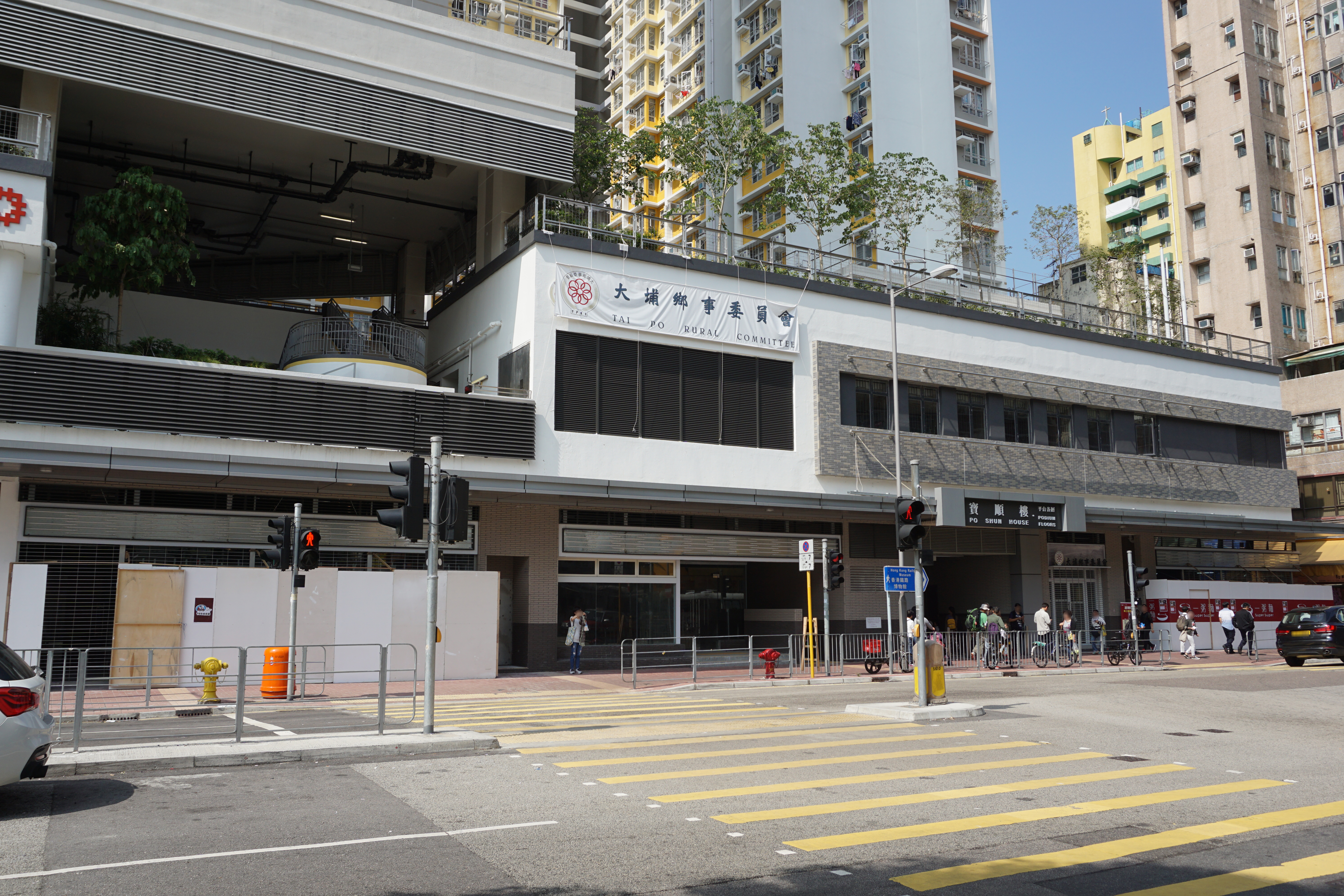
大埔鄉事委員會（上）及寶鄉商場（下）

寶鄉邨（英語：Po Heung Estate），是香港房屋委員會轄下的一個公共屋邨，位於香港新界大埔大埔墟寶鄉街1號，旁邊為香港鐵路博物館及港鐵東鐵線路軌，原址則是大埔鄉事委員會辦公室及大埔臨時街市。寶鄉邨項目編號為TP09，由房屋署總建築師（3）設計，協興建築有限公司承建。此邨兩幢樓宇分別命名為寶興樓及寶順樓，共提供483個單位，可供1300人入住，所有樓宇已於2016年9月入伙。現由富寧物業管理有限公司負責屋邨管理。
寶鄉邨分為兩期興建，第1期包括重置大埔鄉事委員會辦公室、興建兩層地庫停車場、3層高平台，以及兩幢21層高L字型的非標準型公屋大廈。大廈位處3層高平台之上，部份單位因避開鐵路噪音，採用打斜撇角的特別設計，以遠離噪音聲源；第2期則興建停車場及社區設施，並於2018年年中竣工。

## 屋邨資料

### 建築設計特色
寶鄉邨設計引入鄉郊特色，與附近環境融和。兩座大樓均採用開放式走廊，加強空氣對流和天然採光。此外，單位的座向設計盡量避免正向鐵路，並在關鍵位置豎設隔音牆，大大紓減鐵路和道路交通噪音對居民的影響。
屋邨設有行人通道，連接寶鄉街和安富道，24小時開放，方便居民出入。通道兩旁設有商舖和食肆，為居民提供日常生活所需，而通道其中一邊牆身由房署委託插畫師繪畫兩幅大埔手繪地圖。平台則設有早期教育及訓練中心、大埔鄉事委員會辦事處和地庫停車場。
寶鄉邨綠化率達兩成，提供超過1300平方米的休憩用地和遊樂健體區等休閒設施。屋邨的規劃與設計參照微氣候研究，使寶鄉邨的整體佈局和設計，於空氣流通、日照和提供舒適溫度方面的表現，皆令人滿意。
寶鄉邨的公共設施包括多功能感應地圖和觸覺引路帶，符合無障礙設計的要求，方便任何人士使用。
住宅大樓的外牆色調以清新簡單的顏色配搭，以襯托邨內的綠化環境和設計。住宅樓翼分別選用黃和綠為主色，方便住戶分辨方向。

### 樓宇
| 樓宇名稱（座號） | 樓宇類型               | 落成年份 | 層數 | 每層伙數 | 每座單位總數（伙） | 建築師              | 承建商           | 提供升降機的廠商 | 期數 | 原定名稱 |
| ---------------- | ---------------------- | -------- | ---- | -------- | ------------------ | ------------------- | ---------------- | ---------------- | ---- | -------- |
| 寶興樓（第1座）  | 非標準設計大廈 （L型） | 2016年   | 21   | 11       | 231                | 房屋署總建築師（3） | 協興建築有限公司 | 奧的斯           | 1    | 寶民樓   |
| 寶順樓（第2座）  | 非標準設計大廈 （L型） | 2016年   | 21   | 12       | 252                | 房屋署總建築師（3） | 協興建築有限公司 | 奧的斯           | 1    | 寶康樓   |

### 設施
屋邨平台戶外部份設社區遊樂場和健體區。而室內設卵石路步行徑，兒童遊樂場和閒坐區。

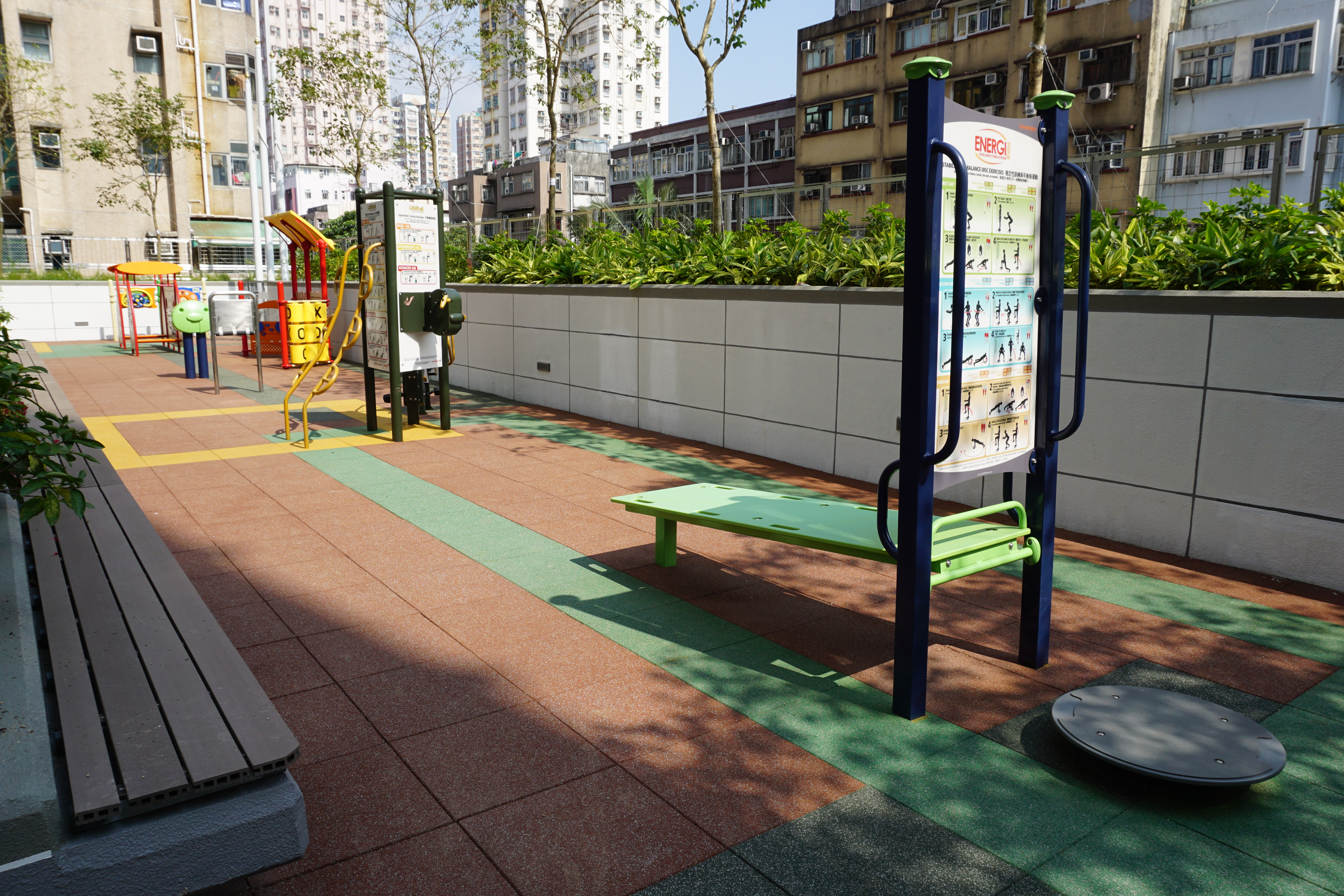
社區遊樂場（左）及健體區（中及右）
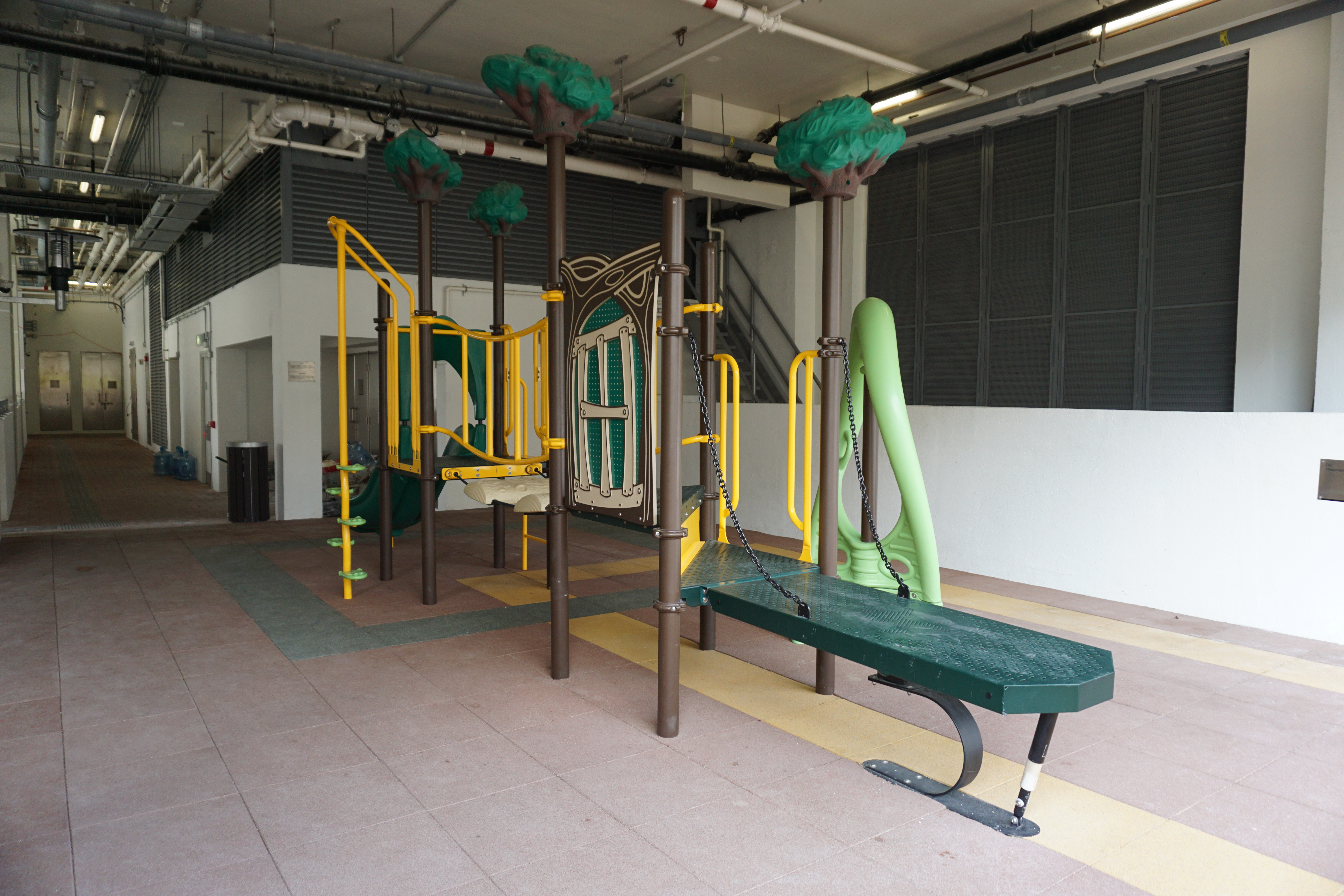
社區遊樂場（2）
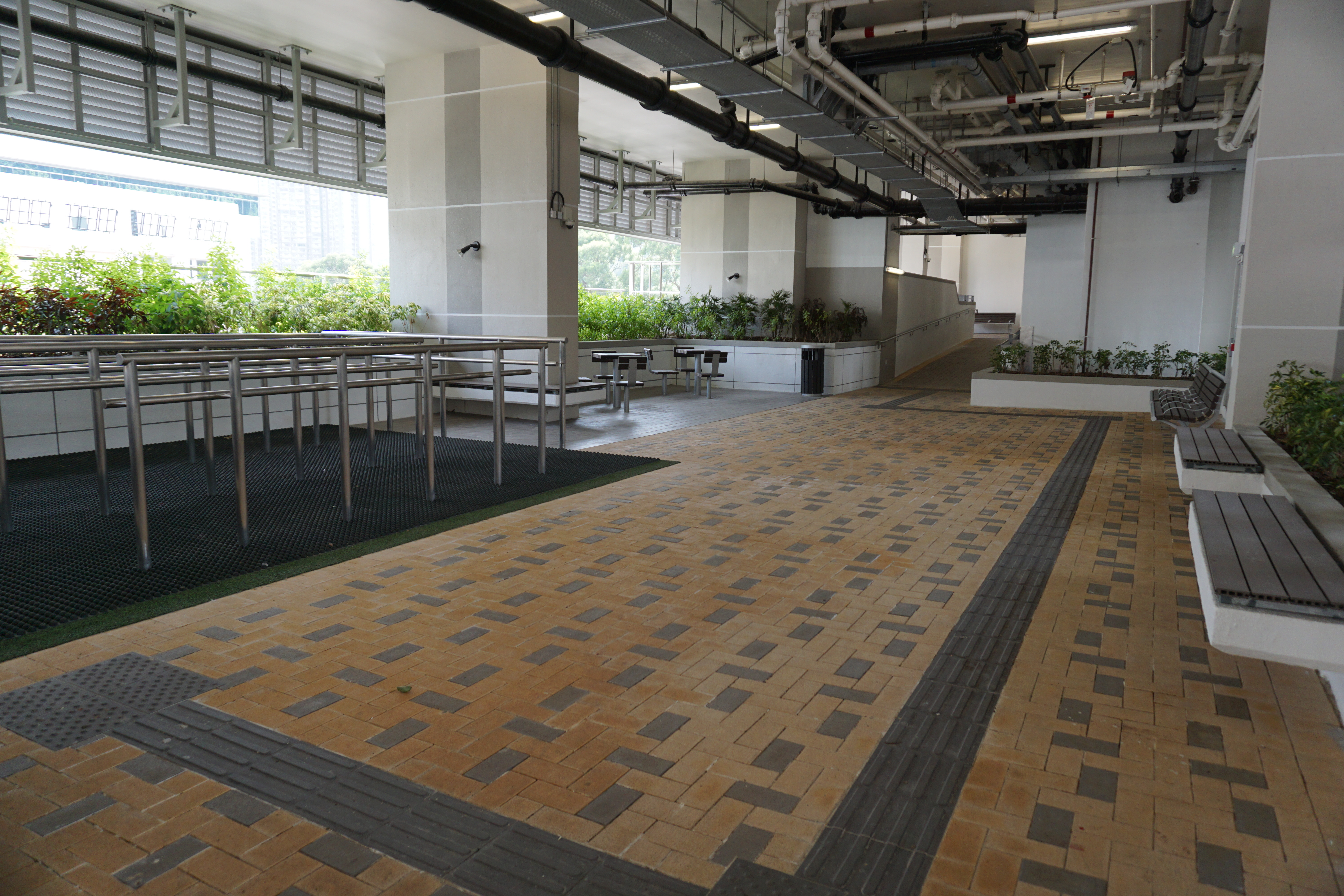
寶鄉邨卵石路步行徑（左）、中國象棋（中）及閒坐區（右）
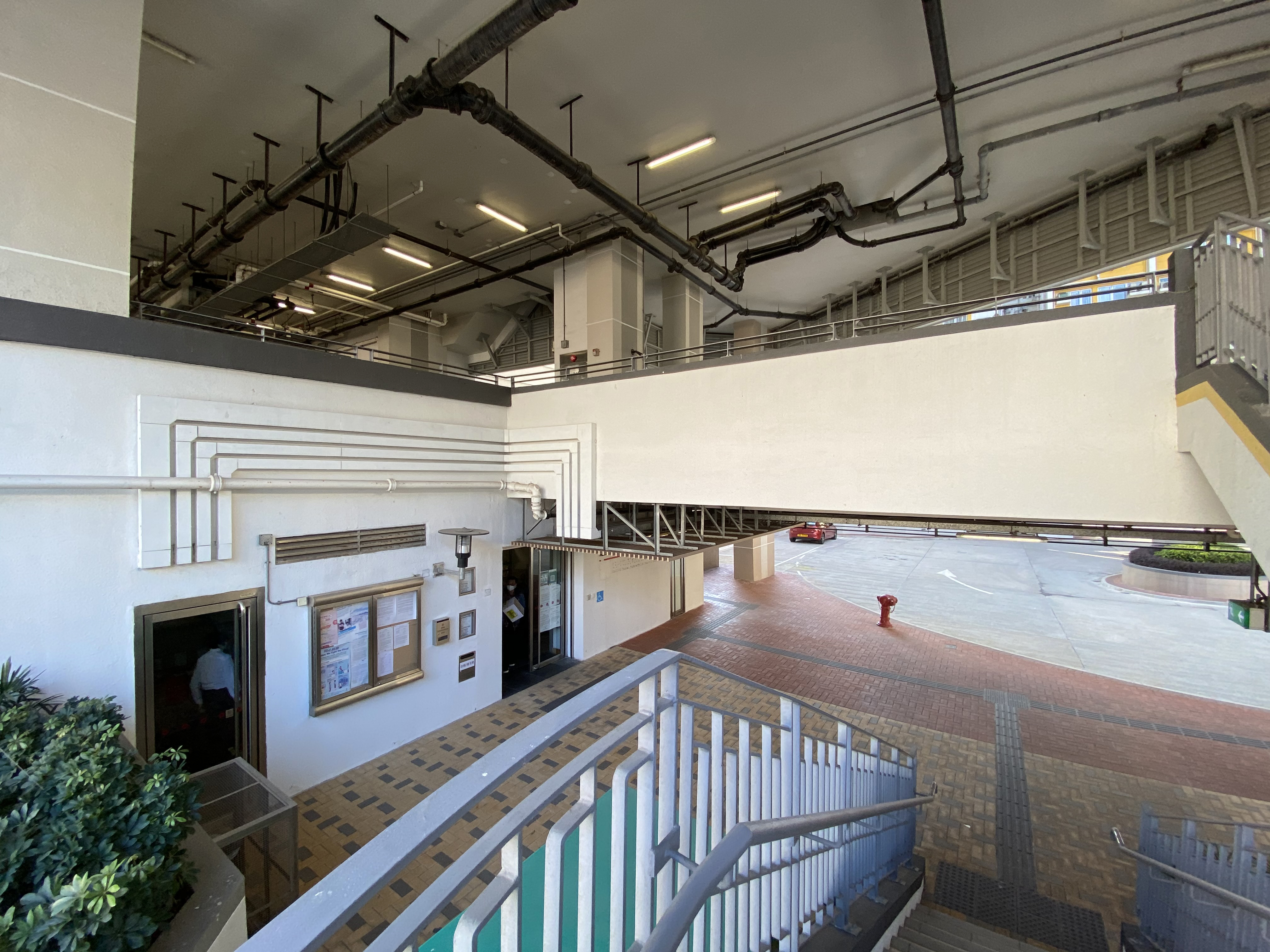
樓梯往UG層的管理處
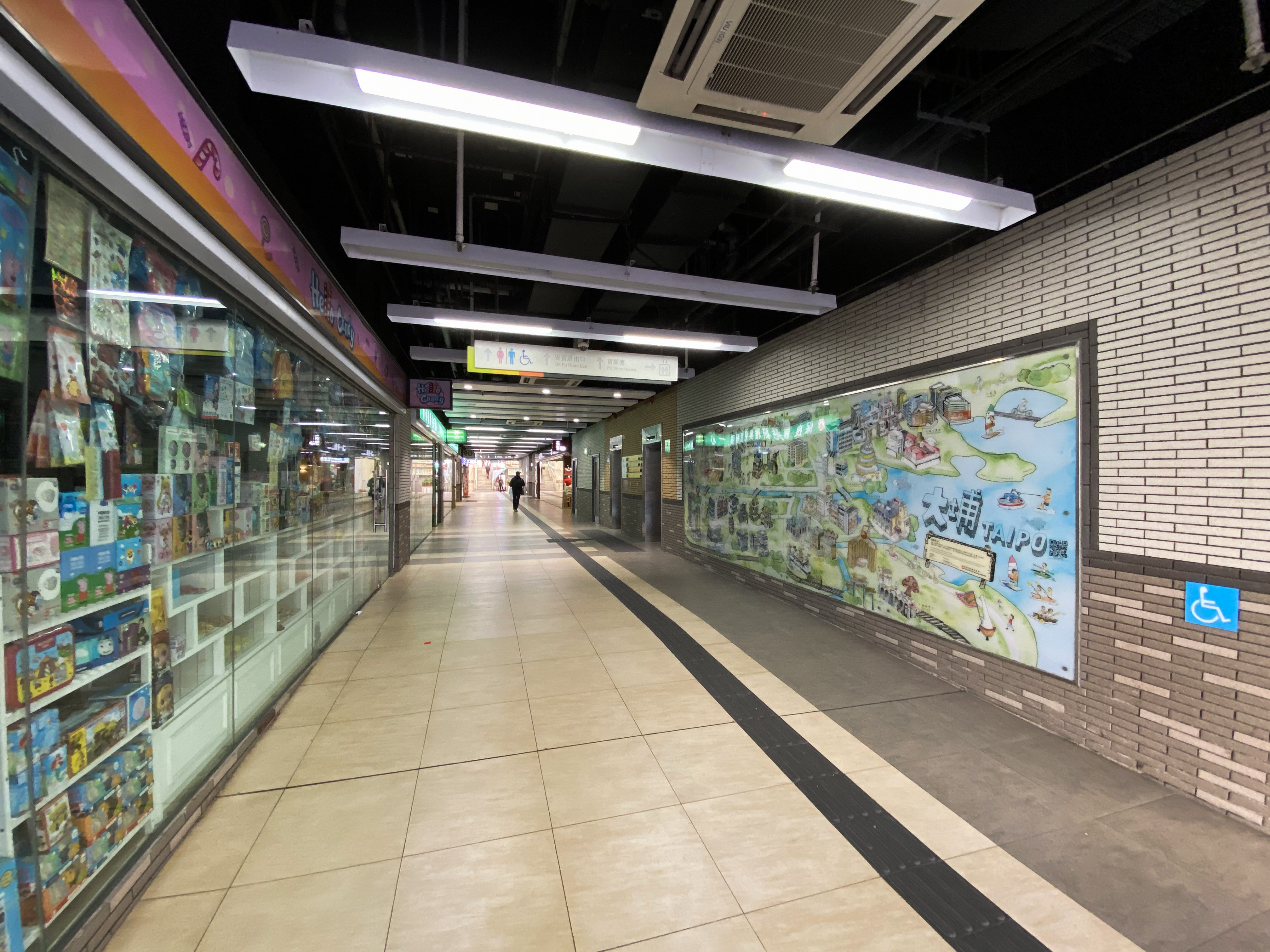
寶鄉商場的通道24小時開放

- 食肆及零售設施（商戶包括759阿信屋）
- 停車場
- 早期教育及訓練中心
- 大埔鄉事委員會辦事處
- 遊樂及健體區

## 興建期間圖片集

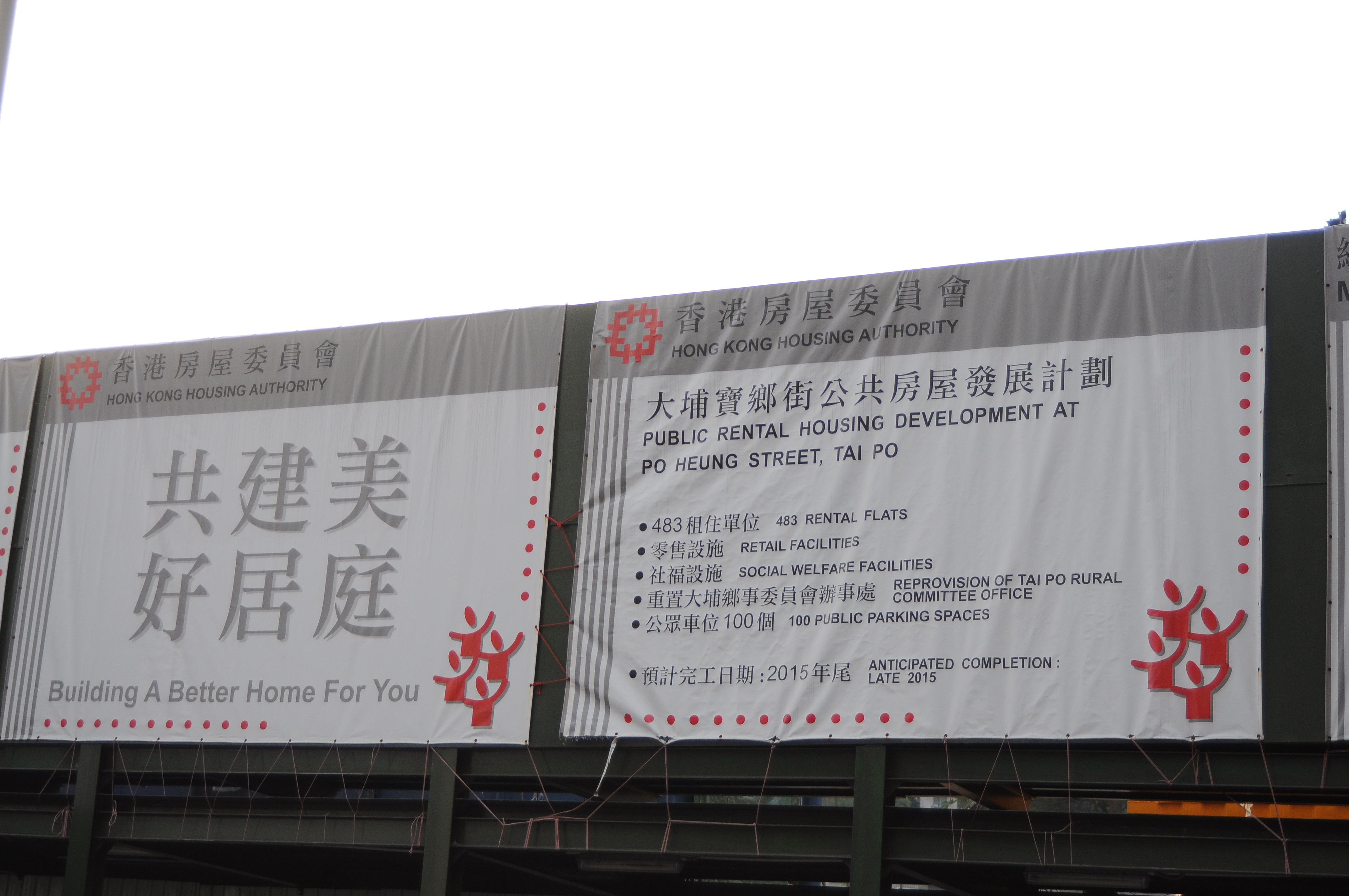
寶鄉邨工地的工程告示板（2012年）
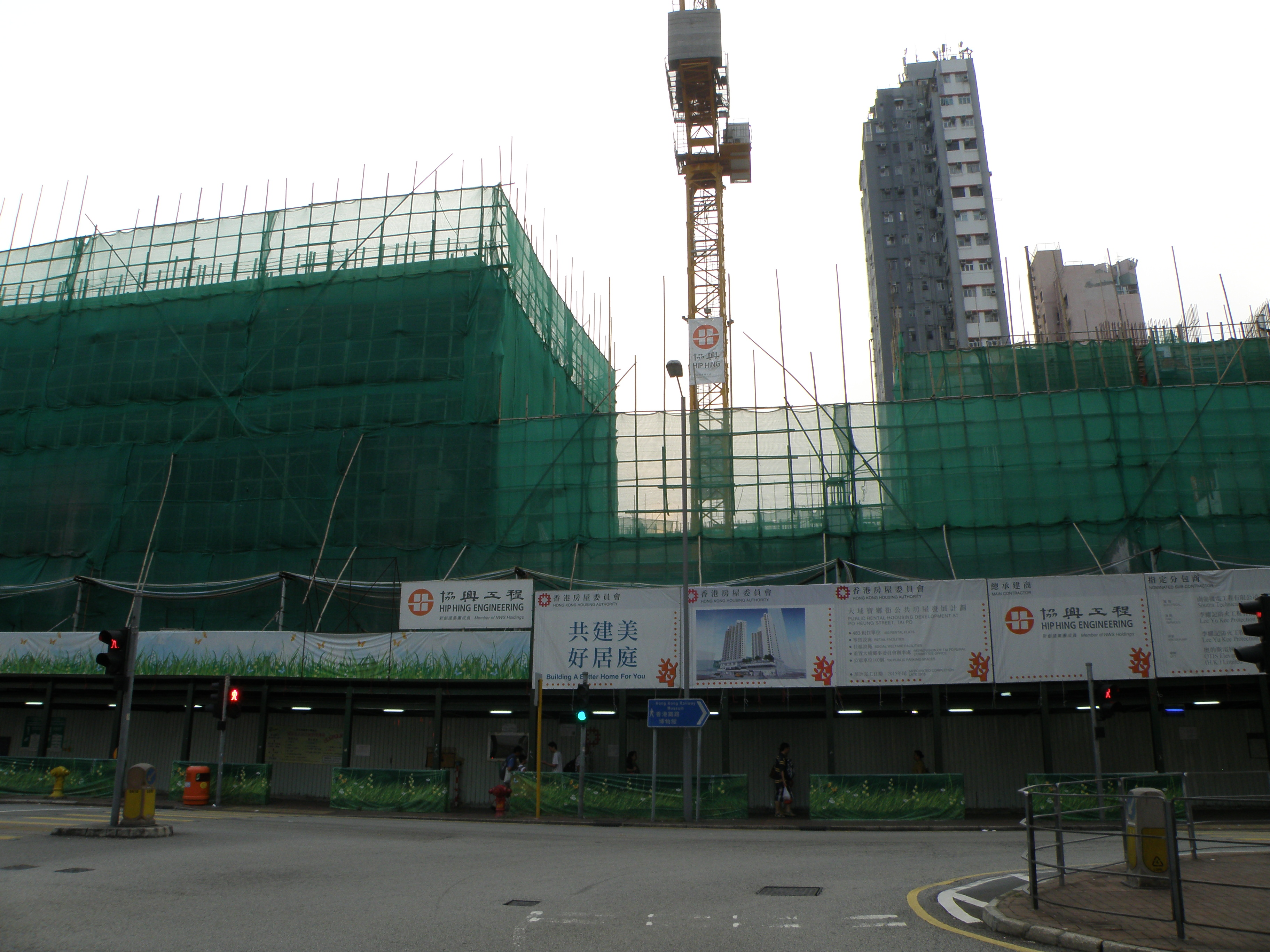
建築中的寶鄉邨（2014年7月）
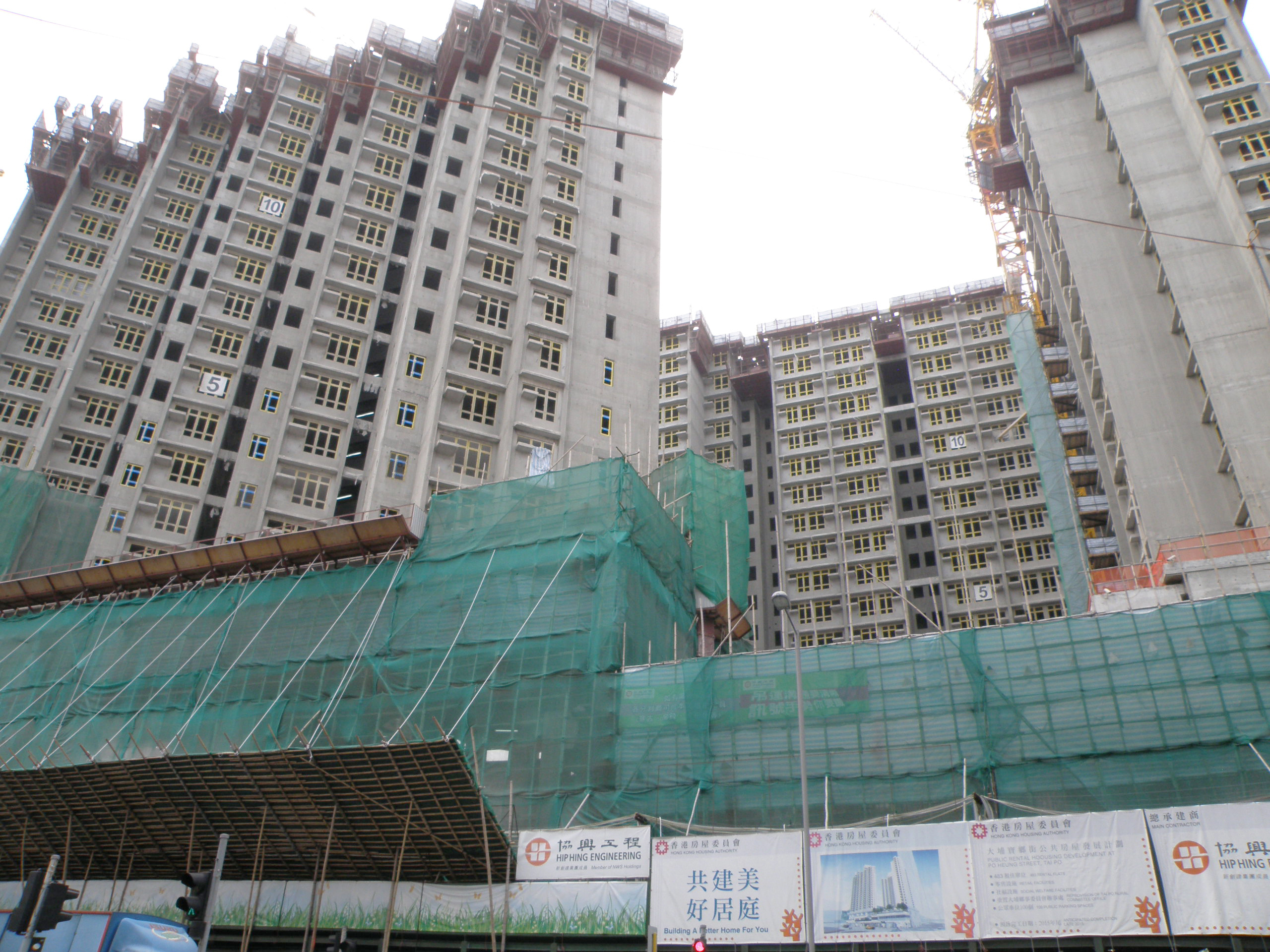
建築中的寶鄉邨（2015年3月）
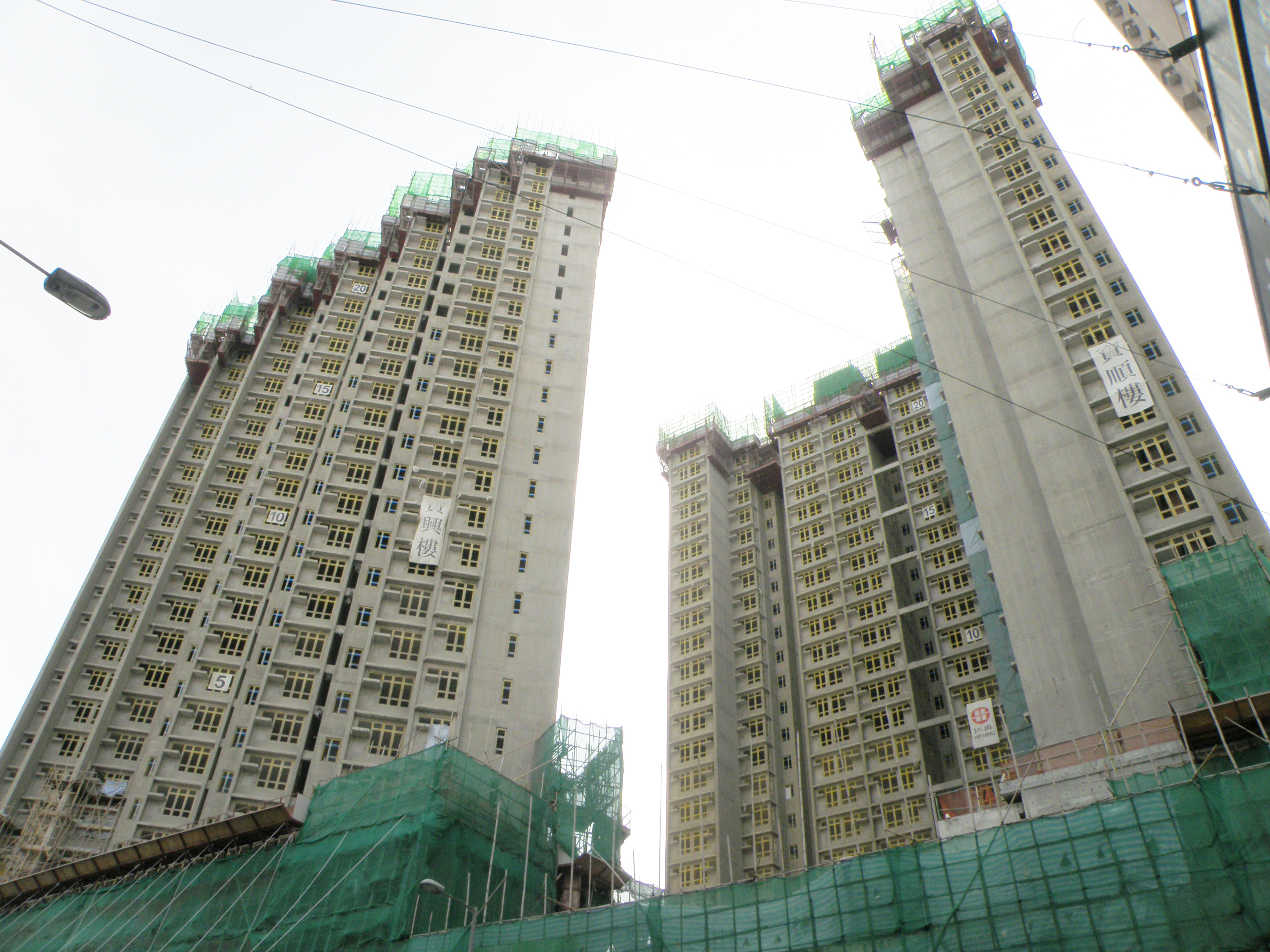
建築中的寶鄉邨（2015年6月）
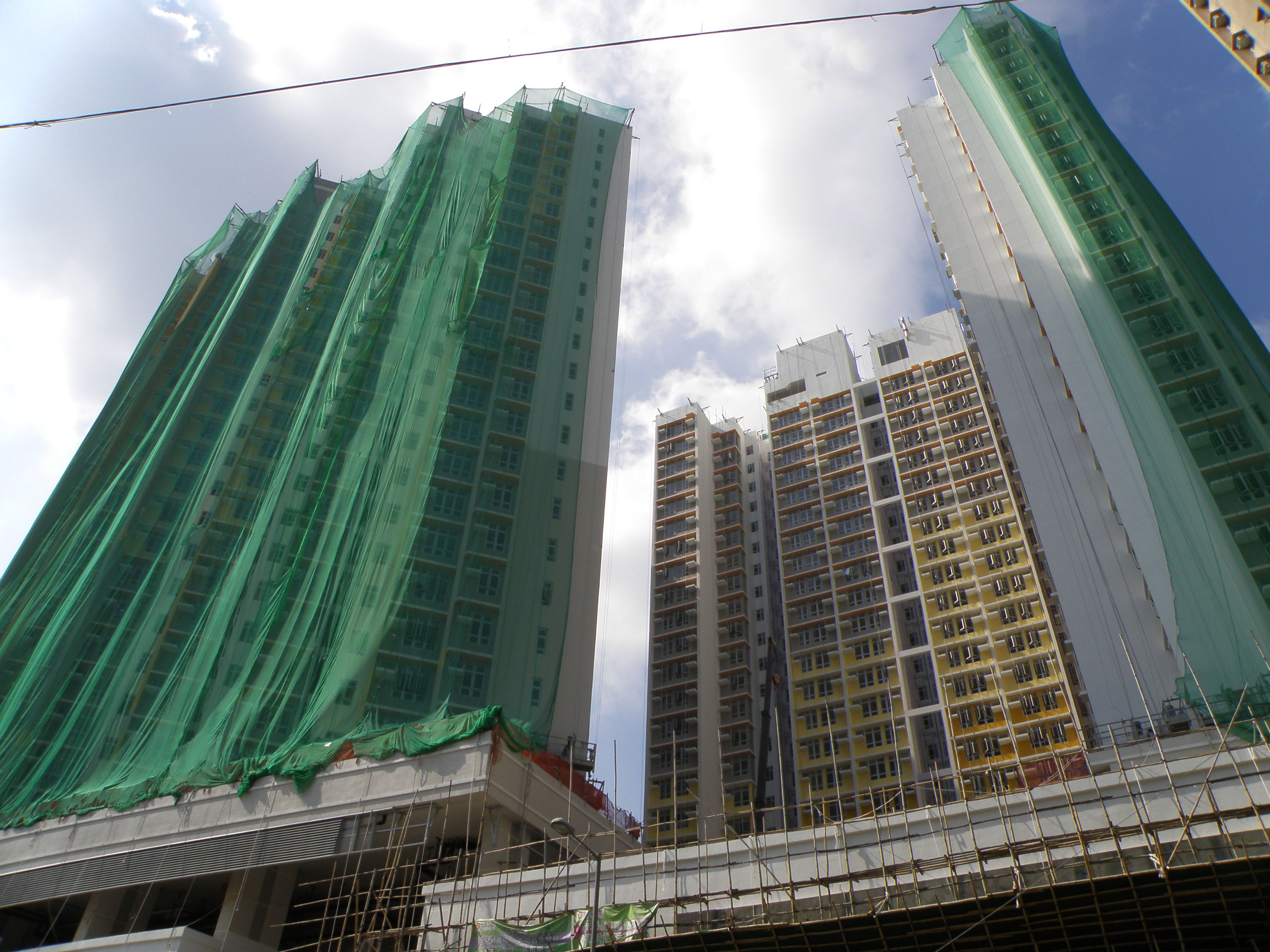
建築中的寶鄉邨（2015年11月）
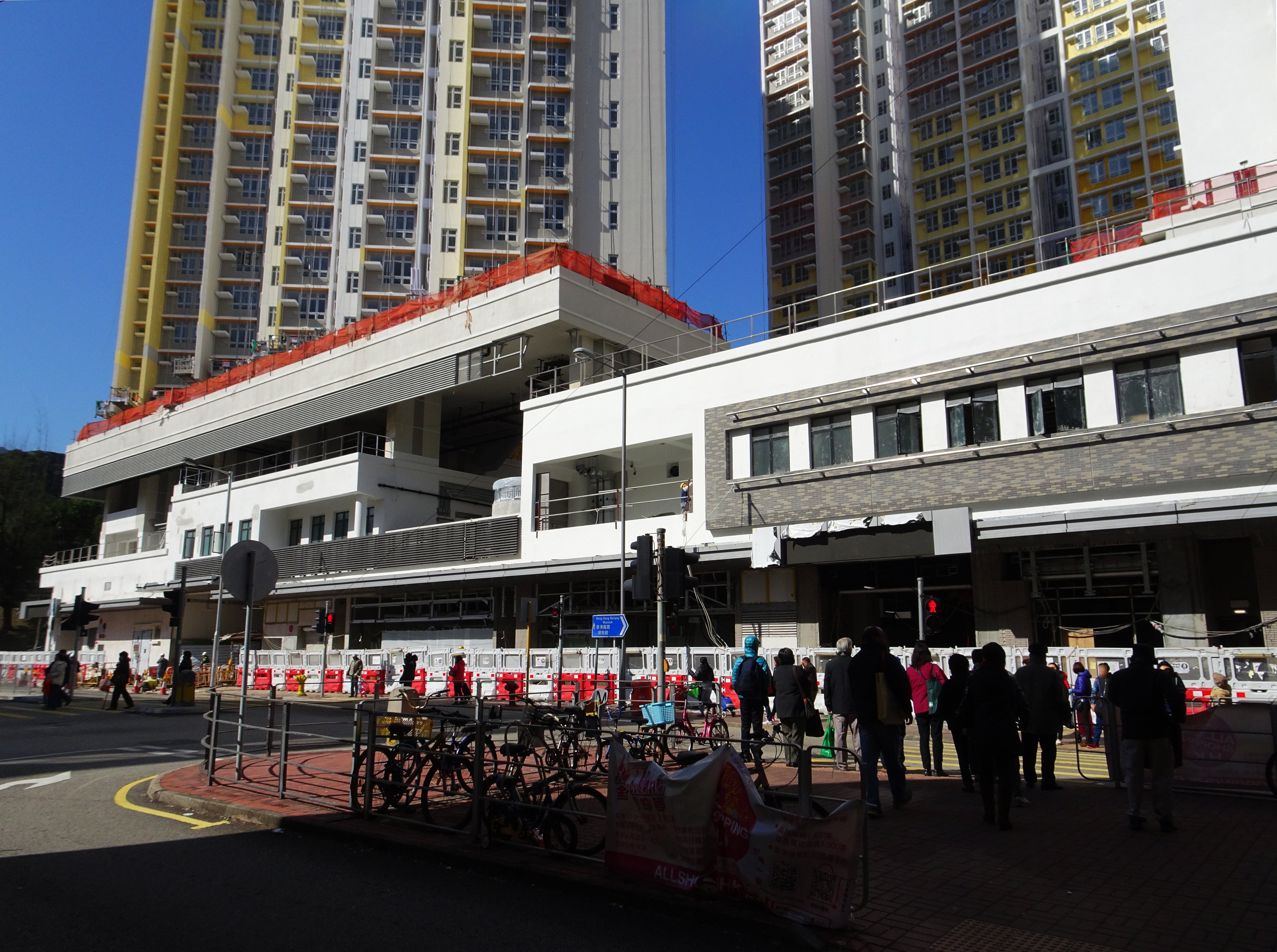
裝修中的寶鄉商場（2016年1月）
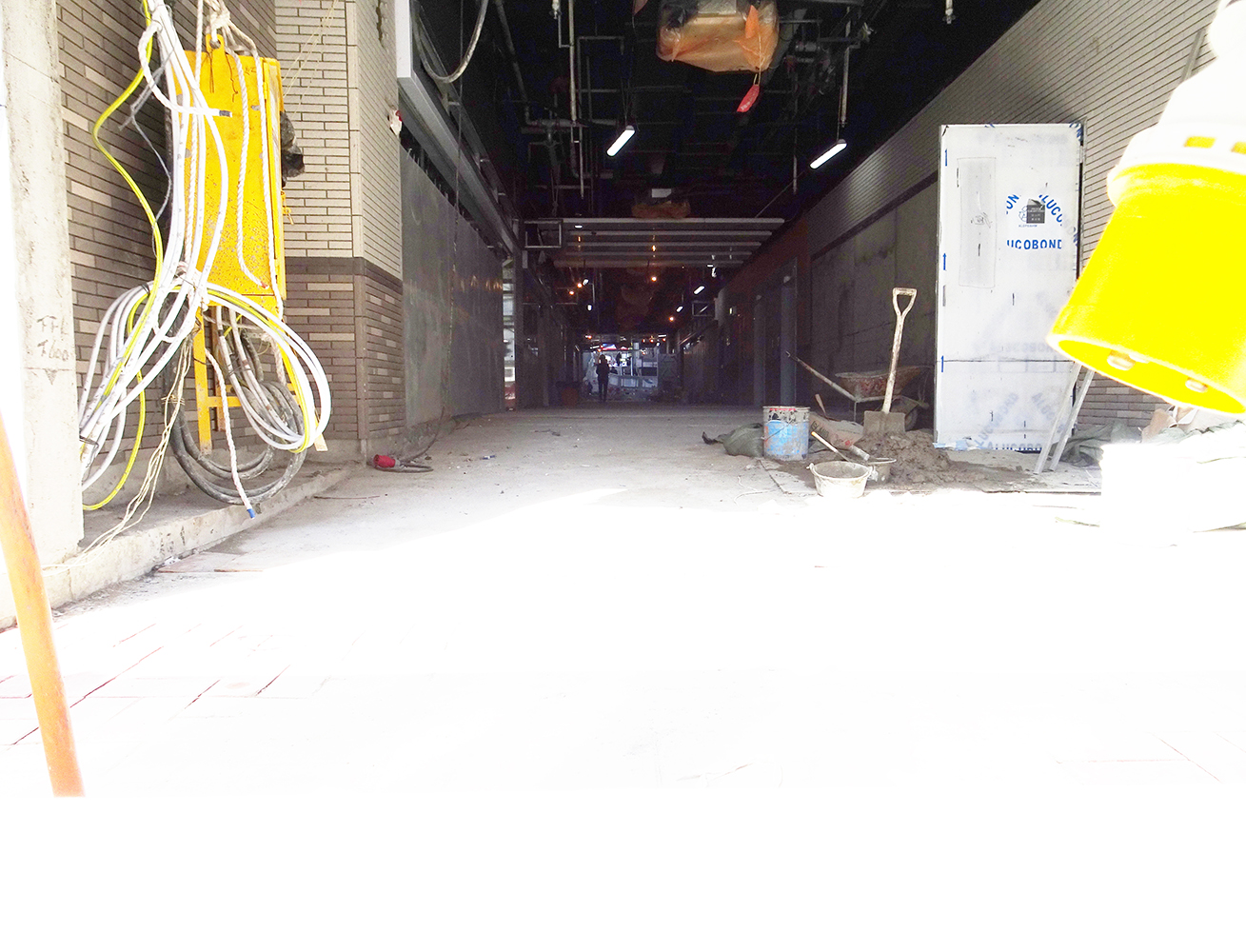
裝修中的寶鄉商場通道（2016年1月）
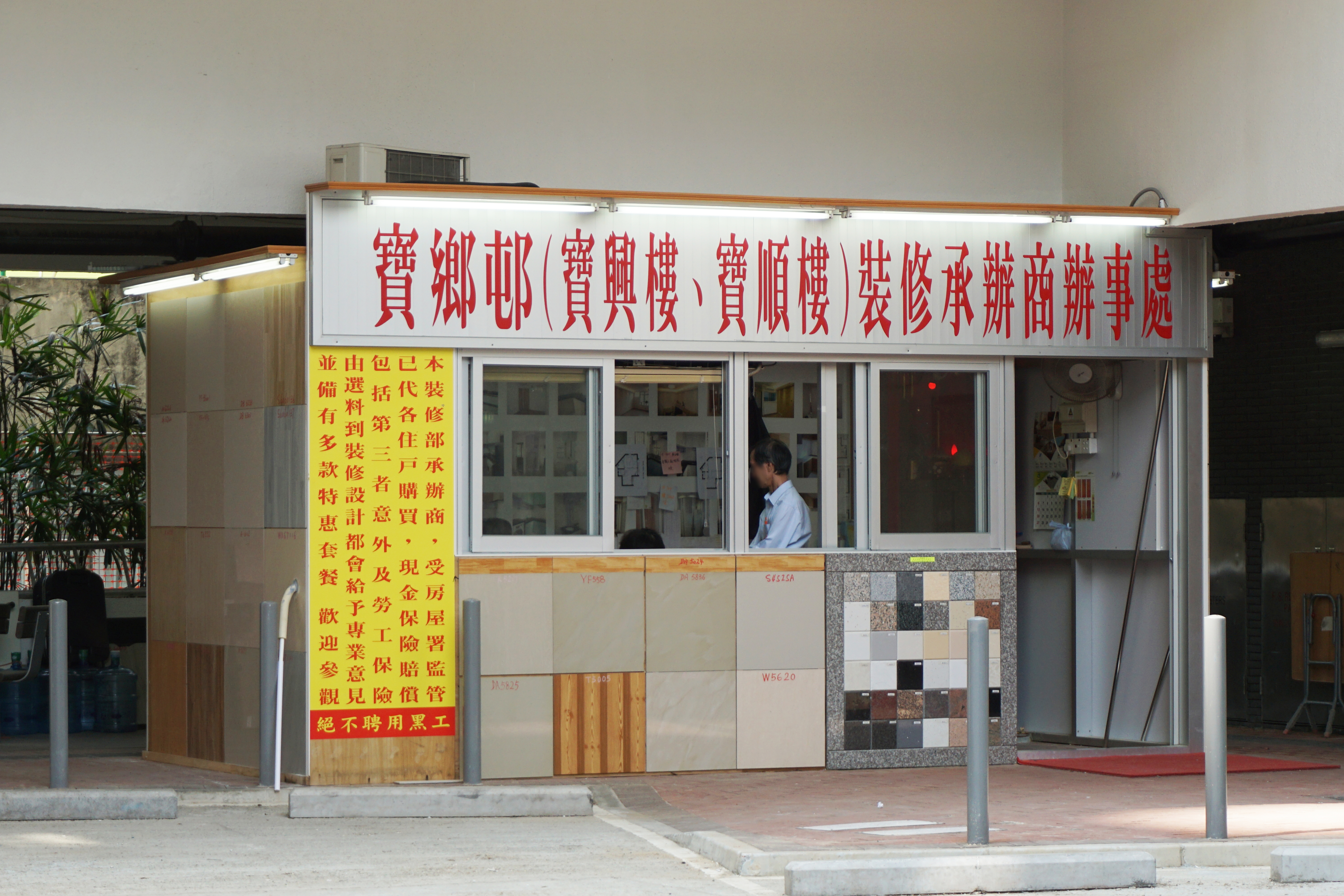
入伙初期設有裝修承辦商辦事處

## 外部連結
- . 協興建築.   [2019-05-17]. （原始内容存档于2019-06-23） （中文（香港））.